# Mensáros Zoltán
Mensáros Zoltán (Budapest, 1921. november 23. – Budapest, 2008. december 2.) magyar író. Mensáros László (1926-1993) testvére.

## Életpályája
Az 1940-es évek elejétől publikált. 1942-ben a Katolikus Akadémia diákja volt. 1943-ban kilépett a honvédségből az építőiparba. 1943–1947 között a Pázmány Péter Tudományegyetem hallgatója volt. 1963–1981 között az Építésügyi Minisztériumban dolgozott. 1981-ben nyugdíjba vonult. 1986–1989 között a Hittudományi Akadémia tanulója volt.

## Művei
- Böjti szél (regény, 1968)
- Záporpróba (regény, 1982)
- Héják talonban (regény, 1987)
- Párhuzamos magányok (regény, 1994)

## Származása
| Mensáros Zoltán (Budapest, 1921. nov. 23.– Budapest, 2008. dec. 2.) író | Apja: nagykereki Mensáros Zoltán (1892 körül– Budapest, 1946. július 17.) ügyvéd, honvédőrnagy | Apai nagyapja: nagykereki Mensáros Zoltán                                                                                       | Apai nagyapai dédapja: nagykereki Menszáros Dániel (1824–1893) 1848—49-es honvéd                                                        |
| Mensáros Zoltán (Budapest, 1921. nov. 23.– Budapest, 2008. dec. 2.) író | Apja: nagykereki Mensáros Zoltán (1892 körül– Budapest, 1946. július 17.) ügyvéd, honvédőrnagy | Apai nagyapja: nagykereki Mensáros Zoltán                                                                                       | Apai nagyapai dédanyja: n.a. |
| Mensáros Zoltán (Budapest, 1921. nov. 23.– Budapest, 2008. dec. 2.) író | Apja: nagykereki Mensáros Zoltán (1892 körül– Budapest, 1946. július 17.) ügyvéd, honvédőrnagy | Apai nagyanyja: ekécsi Bereczk Izabella (? – 1946 után)                                                                         | Apai nagyanyai dédapja: ekécsi Bereczk Béla (1835 körül– Budapest, 1877. dec. 26.) ügyvéd                                               |
| Mensáros Zoltán (Budapest, 1921. nov. 23.– Budapest, 2008. dec. 2.) író | Apja: nagykereki Mensáros Zoltán (1892 körül– Budapest, 1946. július 17.) ügyvéd, honvédőrnagy | Apai nagyanyja: ekécsi Bereczk Izabella (? – 1946 után)                                                                         | Apai nagyanyai dédanyja: Spuller Etelka                                                                                                 |
| Mensáros Zoltán (Budapest, 1921. nov. 23.– Budapest, 2008. dec. 2.) író | Anyja: Springer Piroska (1899 körül– Budapest, 1963. júl. 14.)                                 | Anyai nagyapja: Springer Ferenc (Pest, 1863. október 15.– Budapest, 1920. október 29.) ügyvéd, politikus, az FTC alapító elnöke | Anyai nagyapai dédapja: Springer Ferenc                                                                                                 |
| Mensáros Zoltán (Budapest, 1921. nov. 23.– Budapest, 2008. dec. 2.) író | Anyja: Springer Piroska (1899 körül– Budapest, 1963. júl. 14.)                                 | Anyai nagyapja: Springer Ferenc (Pest, 1863. október 15.– Budapest, 1920. október 29.) ügyvéd, politikus, az FTC alapító elnöke | Anyai nagyapai dédanyja: Förster Anna                                                                                                   |
| Mensáros Zoltán (Budapest, 1921. nov. 23.– Budapest, 2008. dec. 2.) író | Anyja: Springer Piroska (1899 körül– Budapest, 1963. júl. 14.)                                 | Anyai nagyanyja: Bauer Mária (Alcsút, 1877. máj. 2.– Budapest, 1953. aug. 14.)                                                  | Anyai nagyanyai dédapja: Dr. Bauer Antal (1847 körül– Budapest, 1898. dec. 1.) főhercegi udvari- és margitszigeti fürdőorvos, róm. kat. |
| Mensáros Zoltán (Budapest, 1921. nov. 23.– Budapest, 2008. dec. 2.) író | Anyja: Springer Piroska (1899 körül– Budapest, 1963. júl. 14.)                                 | Anyai nagyanyja: Bauer Mária (Alcsút, 1877. máj. 2.– Budapest, 1953. aug. 14.)                                                  | Anyai nagyanyai dédanyja: Rosenbach Ida (1854 körül– Budapest, 1933. márc. 11.)                                                         |